# 小松原千里
小松原 千里（こまつばら ちさと、1933年9月17日 - ）は、日本のドイツ文学者・歌人。神戸大学名誉教授。

## 略歴
兵庫県武庫郡（現：西宮市）生まれ。大阪外国語大学ドイツ語科卒、1959年大阪大学大学院独文科修士課程修了。大阪工業大学助教授、神戸大学教養部助教授、神戸大学国際文化学部教授、97年名誉教授。

## 著書
- 『野薊 小松原千里歌集』槐風舎 1987
- 『木瓜 小松原千里歌集』槐風舎 1992
- 『柿の香り 講義録・比較詩論的試み』同学社 1996
- 『薔薇の香り ドイツ文学の経験』同学社 1996
- 『沈黙のことば リルケ『オルフォイスへのソネット』について』同学社 2000
- 『茂吉を読む』短歌新聞社 2000
- 『かぜのみなもと 茂吉・迢空・リルケ』短歌新聞社 ポトナム叢書 2011

共編
- 『リルケ　変容の詩人』平子義雄共編 クヴェレ会 ドイツ文学研究叢書 1977

### 翻訳
- エーミール・シュタイガー『ゲーテ 中　1786-1814』人文書院 1981。全3巻で訳者の一人
- ルードルフ・カスナー『魂の神話・ナルチス』国文社 1989
- 『リルケ全集 第4巻「詩集 Ⅳ」完成詩(一九〇六-一九二六年) 』塚越敏ほか共訳 河出書房新社 1991
- ヴォルフガング・レップマン『リルケ 生涯と作品』小島衛・稲田伊久穂・田口義弘・金子孝吉 共訳、「全集 別巻」河出書房新社 1991
- 『ハンス・カロッサ全集 第6巻』医師ギオン 臨川書店 1998
- ルードルフ・カスナー『十九世紀 表現と大きさ』未知谷 2001
- ロマーノ・グアルディーニ『ドストエフスキーを読む 五大小説の人物像における宗教性について』未知谷 2008
- カール・オットー・コンラーディ『ゲーテ 生活と作品』三木正之・森良文・平野雅史共訳 南窓社 2012。上下組